# Giuseppe Cognata (politico)
Giuseppe Maria Cognata (Siculiana, 25 novembre 1823 – Agrigento, 13 dicembre 1913) è stato un politico italiano.

## Biografia
Medico chirurgo, fu Deputato del Regno d'Italia nell'VIII, nella IX e nella XIX legislatura del Regno d'Italia. Venne nominato Senatore del Regno d'Italia il 14 giugno 1900.
Era lo zio del vescovo Giuseppe Cognata.